# 高超道邨

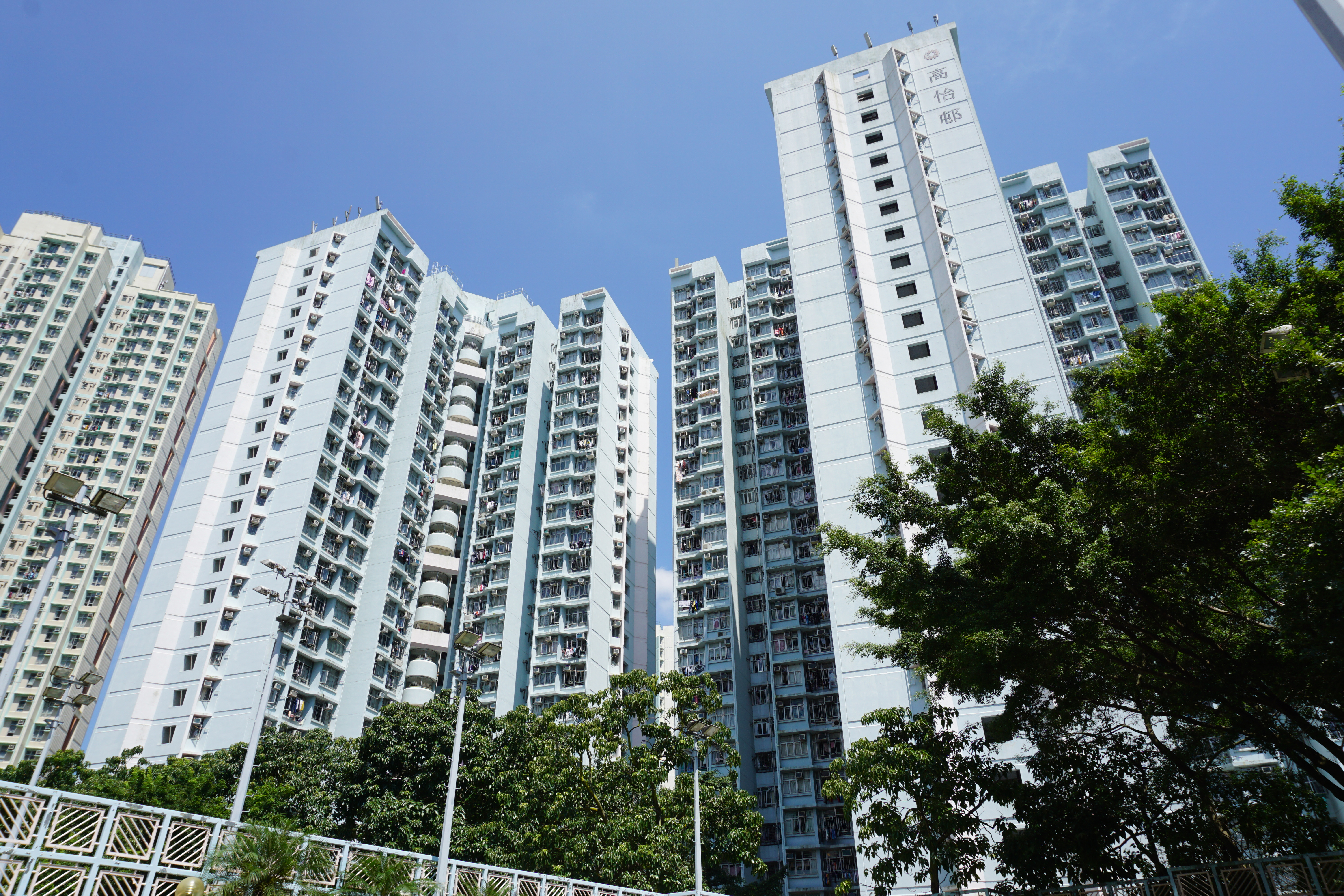
高超道邨重建第一期-高怡邨

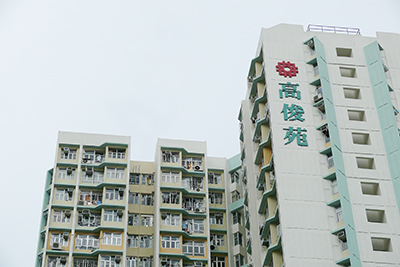
高超道邨重建第二期-高俊苑

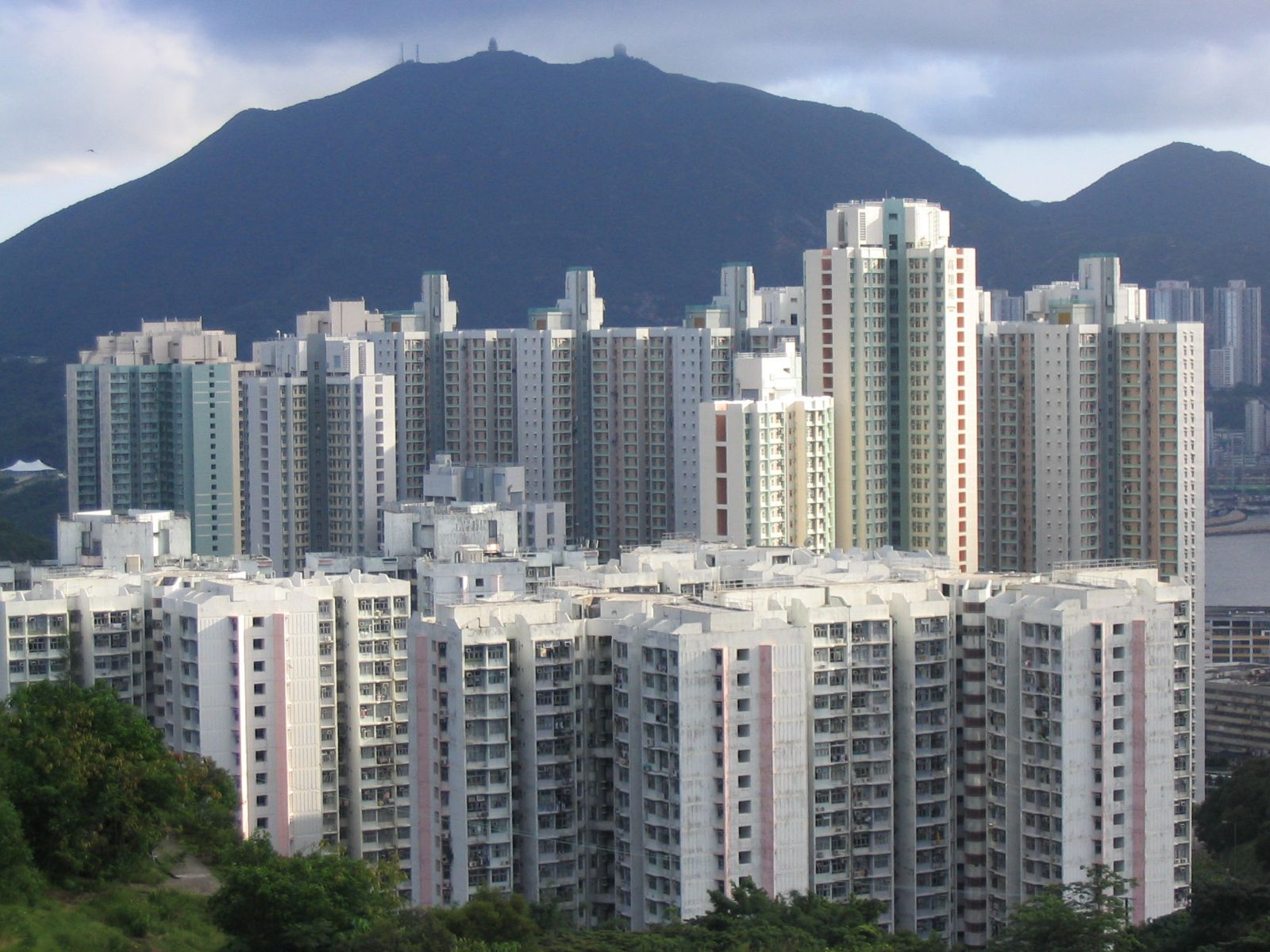
高超道邨重建第三期-高翔苑（後方較高樓宇）

高超道邨（英語：Ko Chiu Road Estate）是香港觀塘區一條已拆卸的公共屋邨，位於九龍油塘，由香港房屋委員會管理。原稱油塘灣政府廉租屋邨、高超道政府廉租屋邨，直到1973年由香港房屋委員會負責屋邨管理，才改為高超道邨。
高超道邨有11座大廈，於1971-73年落成，大廈為新型政府廉租屋大廈，有獨立廚廁設備；當中由福利建築承建於1971年落成的第7至9座大廈設計採用與黃竹坑邨相似的較舊（後期型，加闊煮食區）設計，其餘樓宇已改用較新設計。由於全邨位於舊機場航道下，故所有樓宇高度只有8-14層不等，而非政府廉租屋標準的20層。
高超道邨於1990年至1996年期間被拆卸。重建後，高超道邨原址已分拆為高怡邨、高俊苑及高翔苑。

## 屋邨資料

### 樓宇
| 樓宇名稱（座號） | 樓宇類型       | 落成年份 | 拆卸年份 | 承建商                          | 安置屋邨      | 重建後屋邨/屋苑名稱 | 重建計劃期數 |
| ---------------- | -------------- | -------- | -------- | ------------------------------- | ------------- | ------------------- | ------------ |
| 第1座            | 新型政府廉租屋 | 1973年   | 1996年   | 福利建築有限公司                | 翠屏邨 高怡邨 | 高翔苑              | 3            |
| 第1A座           | 新型政府廉租屋 | 1973年   | 1996年   | 福利建築有限公司                | 翠屏邨 高怡邨 | 高翔苑              | 3            |
| 第2座            | 新型政府廉租屋 | 1973年   | 1996年   | 福利建築有限公司                | 翠屏邨 高怡邨 | 高翔苑              | 3            |
| 第3座            | 新型政府廉租屋 | 1972年   | 1991年   | 順興建築公司、 福利建築有限公司 | 德田邨 景林邨 | 高怡邨              | 1            |
| 第4座            | 新型政府廉租屋 | 1972年   | 1991年   | 順興建築公司、 福利建築有限公司 | 德田邨 景林邨 | 高怡邨              | 1            |
| 第5座            | 新型政府廉租屋 | 1972年   | 1991年   | 順興建築公司、 福利建築有限公司 | 德田邨 景林邨 | 高怡邨              | 1            |
| 第6座            | 新型政府廉租屋 | 1972年   | 1991年   | 順興建築公司、 福利建築有限公司 | 德田邨 景林邨 | 高怡邨              | 1            |
| 第7座            | 新型政府廉租屋 | 1971年   | 1991年   | 福利建築有限公司                | 德田邨 景林邨 | 高俊苑              | 1            |
| 第8座            | 新型政府廉租屋 | 1971年   | 1990年   | 福利建築有限公司                | 順天邨 彩霞邨 | 高俊苑              | 2            |
| 第9座            | 新型政府廉租屋 | 1971年   | 1990年   | 福利建築有限公司                | 順天邨 彩霞邨 | 高俊苑              | 2            |
| 第10座           | 新型政府廉租屋 | 1971年   | 1990年   | 德信建築、大盛建築公司          | 順天邨 彩霞邨 | 高俊苑              | 2            |

全邨樓宇均牽涉26座問題公屋醜聞，其混凝土強度未達高層單位20.7MPa或低層單位31MPa的標準，相關樓宇已納入整體重建計劃下重建

### 教育機構
邨內曾有三所小學三所幼稚園，分別為：
- 天主教普澤學校
- 路德會聖腓力學校（1990年遷入沙田石門）
- 葛師校友會油塘學校
- 伯達幼稚園
- 康康幼稚園
- 嘉榮幼稚園

## 參看
- 高超道邨重建後的屋邨及屋苑，合稱「油塘三高」：
  - 高怡邨
  - 高俊苑
  - 高翔苑

## 重大事件
電梯情殺案：1984年12月16日，高超道邨第6座發生升降機殺情敵案，兇手於升降機頂之上，等待情敵乘搭升降機時，將升降機弄停，然後於升降機內將情敵殺害，並將死者屍體推落至升降機槽內，當時有居民懷疑有人被困升降機而報警，當消防員和警察到場，事件東窗事發，該名情敵證實傷重死亡。後來此案由亞洲電視於1993年改編為單元劇集「電梯情殺案」，並收錄到《新香港奇案》系列，由藝人歐錦棠飾演死者，女主角為藝人劉錦玲，兇手則由藝人林祖輝飾演。

## 外部連結
- 昔日高超道邨街坊會 （页面存档备份，存于）
- 請問有無以前"油塘灣" o既相(uwant.com討論區) （页面存档备份，存于）
- 高超道邨相片(uwant.com討論區) （页面存档备份，存于）
- 高超道邨相片[]